# Abelia chinensis
Espèce
Abelia chinensis est une espèce de plantes à fleurs de la famille des Caprifoliaceae et du genre Abelia, originaire de Chine.

## Taxonomie
L'espèce est décrite en premier par Robert Brown en 1818, sous le nom binominal Abelia chinensis (basionyme).
Abelia chinensis a pour synonymes :
- Abelia aschersoniana (Graebn.) Rehder
- Abelia chinensis var. ionandra (Hayata) Masam.
- Abelia hanceana Martinus
- Abelia hanceana Martinus ex Hance
- Abelia ionandra Hayata
- Abelia lipoensis M.T.An & G.Q.Gou
- Abelia rupestris Lindl.
- Linnaea aschersoniana Graebn.
- Linnaea chinensis (R.Br.) A.Braun & Vatke
- Linnaea rupestris (Lindl.) A.Braun & Vatke

## Description

### Appareil végétatif

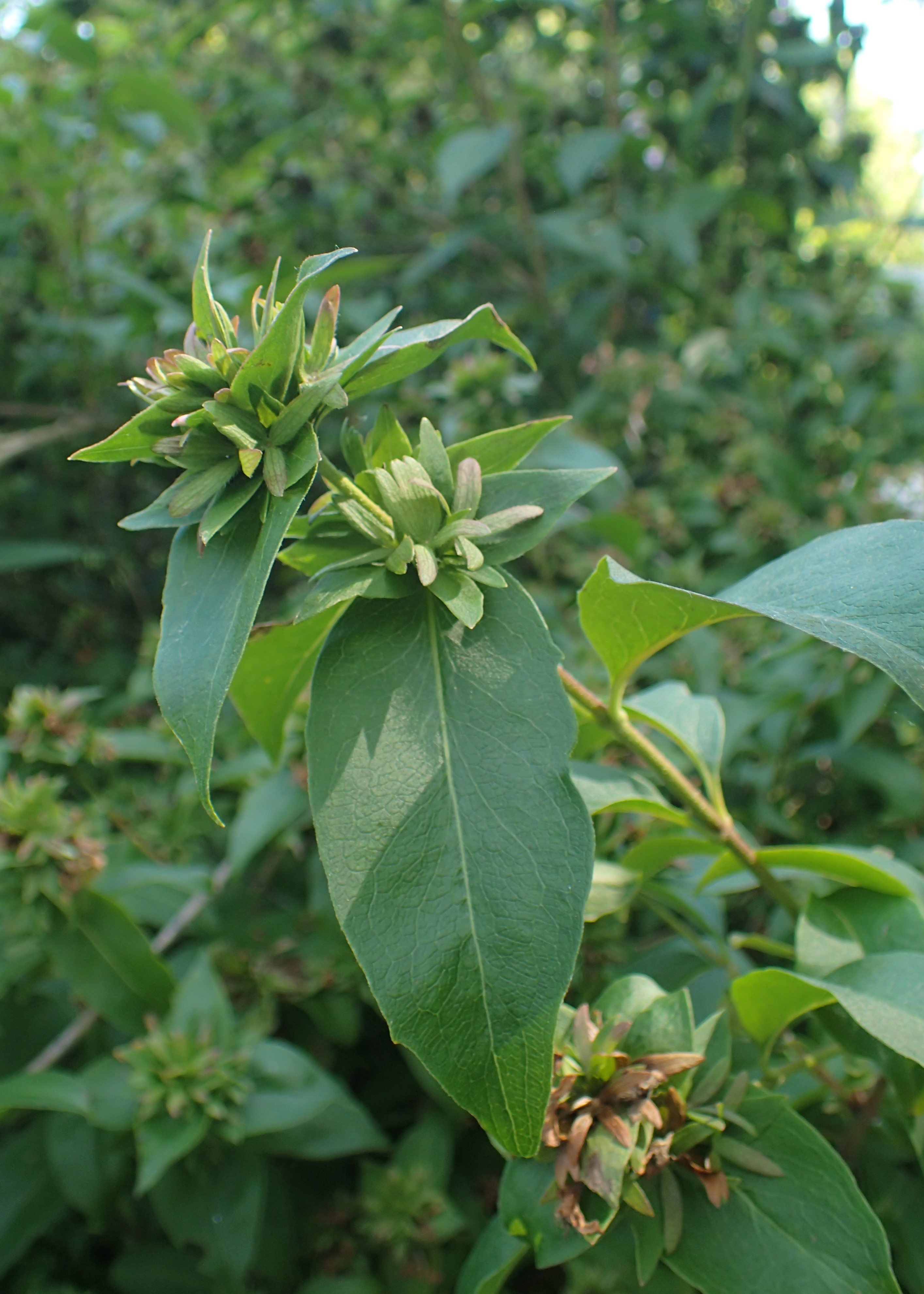
Tige et feuilles.

C'est un arbuste à feuilles semi-persistantes, mesurant jusqu'à 2 m de haut, très ramifié. Les jeunes branches sont fines et pubescentes. Les feuilles sont opposées, parfois en verticilles de trois ; le limbe foliaire est ovoïde, de dimensions 2-5 × 1-3,5 cm, abaxialement peu pubescent, aux villosités d'un blanc dense à la base des nervures médianes et latérales, à base arrondie ou cordiforme, au bord lointain crénelé-serré, d'un apex aigu à long acuminé.

### Appareil reproducteur

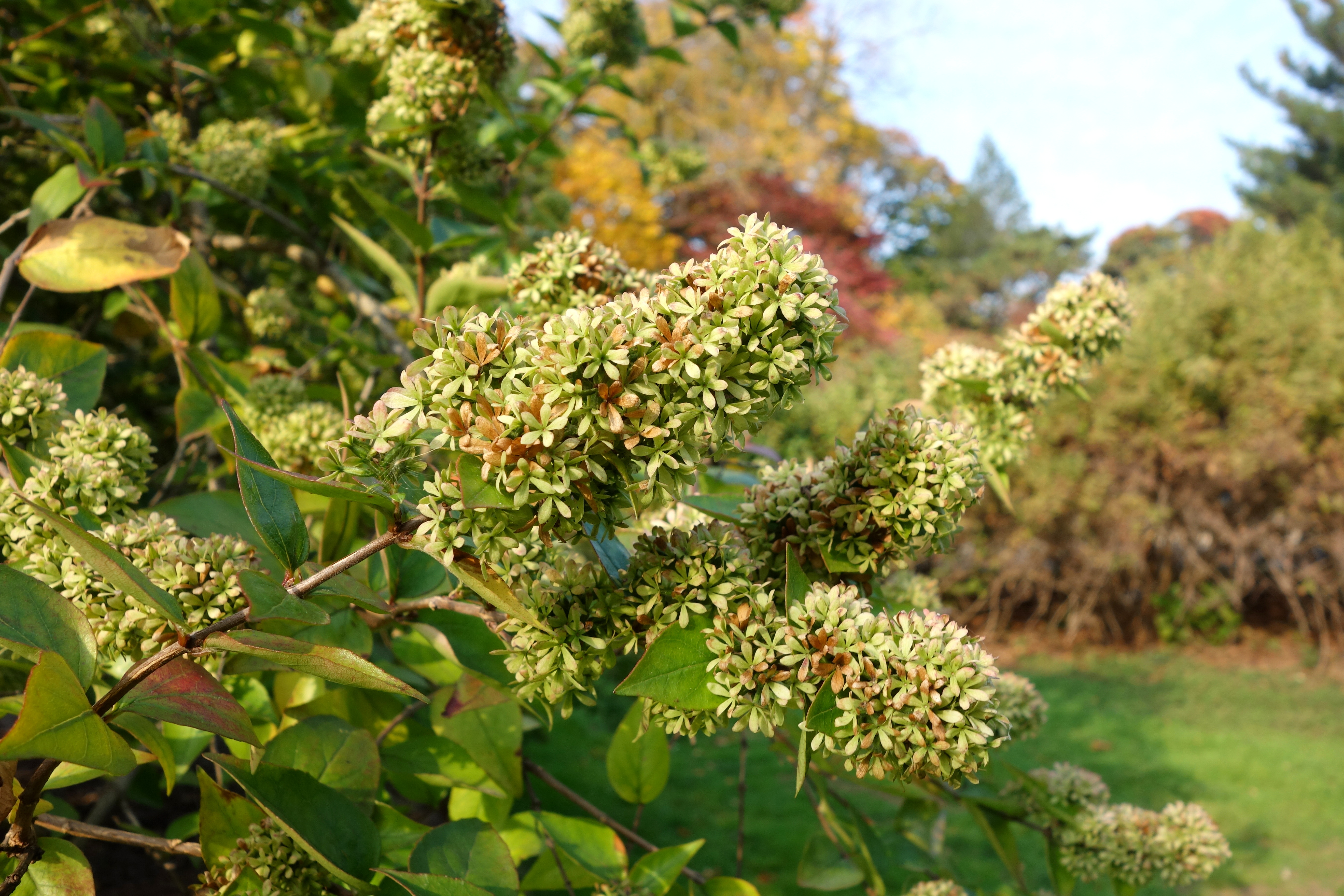
Inflorescences.

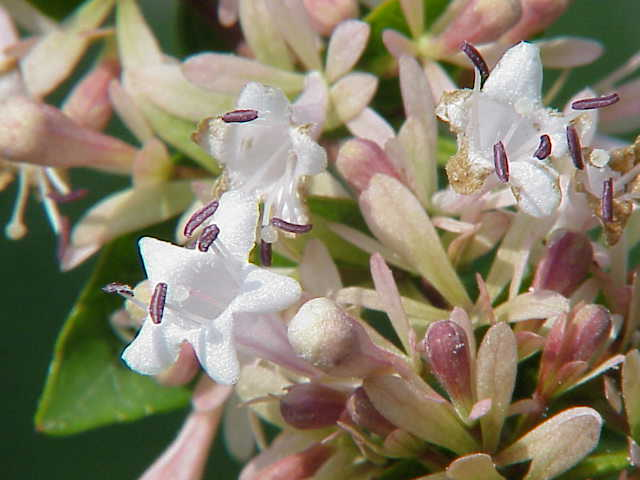
Détail des fleurs.

L'inflorescence est une grande panicule terminale de fleurs appariées (fleurs s'ouvrant consécutivement). Les fleurs sont odorantes, avec six bractées oblongues ou lancéolées à la base des ovaires appariés. Le calice a cinq sépales, elliptique, de 5–6 mm, devenant rouge au stade de la fructification. La corolle est pentalobée, blanche à rose, en forme d'entonnoir, de 10–12 mm, environ deux fois plus longue que les sépales, pubescente à l'extérieur et gibbeuse à la base du tube. Les étamines et le style sont longs exsérés ; les filaments sont minces, de longueur égale, insérés à la base du tube de la corolle. L'ovaire est cylindrique, légèrement comprimé, pubescent, strié longitudinalement ; les stigmates sont capitonnés. L'achène est couronné de sépales persistants et légèrement élargis. La diploïdie est de 2n=32.

## Habitat et répartition
L'arbuste pousse en Chine dans les montagnes, entre 200 et 1 500 m. On le trouve dans les régions suivantes : Fujian, Guangdong, Guangxi, Guizhou, Henan, Hubei, Hunan, Jiangsu, Jiangxi, Sichuan, Taiwan, Yunnan et Zhejiang. Cette espèce est couramment cultivée en Chine.